# Raul Must
Raul Must (* 9. November 1987 in Tallinn, Estnische SSR, Sowjetunion) ist ein estnischer Badmintonspieler.

## Karriere
Raul Must nahm 2008 im Herreneinzel an Olympia teil. Er verlor dabei jedoch schon in Runde eins und wurde somit 33. in der Endabrechnung. National gewann er bis 2009 acht Titel – jeweils vier davon im Herrendoppel und im Herrendoppel.

## Sportliche Erfolge
| Saison | Veranstaltung                               | Disziplin    | Platz        | Name                     |
| ------ | ------------------------------------------- | ------------ | ------------ | ------------------------ |
| 2003   | Estland: Einzelmeisterschaften der Junioren | Herrendoppel | 1            | Raul Must / Ants Mängel  |
| 2005   | Estland: Einzelmeisterschaften              | Herrendoppel | 1            | Raul Must / Ants Mängel  |
| 2006   | Estland: Einzelmeisterschaften der Junioren | Herreneinzel | 1            | Raul Must                |
| 2006   | Estland: Einzelmeisterschaften              | Herreneinzel | 1            | Raul Must                |
| 2006   | Estland: Einzelmeisterschaften              | Herrendoppel | 1            | Raul Must / Ants Mängel  |
| 2007   | Estland: Einzelmeisterschaften              | Herreneinzel | 1            | Raul Must                |
| 2007   | Estland: Einzelmeisterschaften              | Herrendoppel | 1            | Raul Must / Ants Mängel  |
| 2008   | Estland: Einzelmeisterschaften              | Herreneinzel | 1            | Raul Must                |
| 2008   | Olympia                                     | Herreneinzel | 33           | Raul Must                |
| 2009   | Estland: Einzelmeisterschaften              | Herreneinzel | 1            | Raul Must                |
| 2009   | Estland: Einzelmeisterschaften              | Herrendoppel | 1            | Raul Must / Ants Mängel  |
| 2010   | Finnish International                       | Herreneinzel | 1            | Raul Must                |
| 2011   | Estland: Einzelmeisterschaften              | Herreneinzel | 1            | Raul Must                |
| 2012   | Estland: Einzelmeisterschaften              | Herreneinzel | 1            | Raul Must                |
| 2012   | Estland: Einzelmeisterschaften              | Mixed        | 1            | Raul Must / Kati Tolmoff |
| 2013   | St. Petersburg White Nights                 | Herreneinzel | Halbfinalist | Raul Must                |
| 2013   | Estland:Einzelmeisterschaften               | Herreneinzel | 1            | Raul Must                |
| 2016   | Estland: Einzelmeisterschaften              | Herreneinzel | 1            | Raul Must                |